# Шон Раян (плавець)
Шон Раян (англ. Sean Ryan; нар. 13 серпня 1992) — американський плавець.
Учасник Олімпійських Ігор 2016 року.
Чемпіон світу з водних видів спорту 2011 року.
Переможець літньої Універсіади 2013 року.